# Lady Dimitrescu
Alcina Dimitrescu (アルチーナ・ディミトレスク Aruchīna Dimitoresuku?), más conocida como Lady Dimitrescu, es un personaje ficticio del videojuego de terror de 2021 Resident Evil Village, publicado por Capcom. Una de las principales figuras antagónicas de Village, se presenta como una mujer noble gigantesca con rasgos de vampiros que reside con sus tres hijas en el castillo Dimitrescu, su bastión en las cercanías de la aldea titular de Europa del Este que encontró el protagonista Ethan Winters. Dimitrescu gobierna la aldea junto a tres señores mutantes bajo la supervisión de una líder suprema conocida como Madre Miranda.

## Concepto y creación
Creado por Capcom para el videojuego de 2021 Resident Evil Village, Lady Dimitrescu nació del deseo de crear un personaje femme fatale carismático. Fue diseñada como una antagonista de un «vampiro hechizante» como parte de los esfuerzos del desarrollador para volver a visitar las raíces de terror de supervivencia de la franquicia Resident Evil. El diseño de su personaje se inspiró en la noble húngara del siglo XVI Elizabeth Báthory, la leyenda urbana japonesa y la historia de fantasmas de Internet de Hasshaku-sama (o Hachishaku-sama), y la interpretación de Anjelica Huston del personaje Morticia Addams de La familia Addams. Aspectos de la caracterización de Dimitrescu también hace referencia a Ramón Salazar de Resident Evil 4, un villano diminuto que se dice que ha resonado en muchos jugadores como un antagonista memorable.  Dimitrescu debe pronunciarse como Dimitreesk en inglés, con la letra «u» final en silencio.
Según Tomonori Takano, el director de arte de Resident Evil Village, el equipo de desarrollo tenía la intención de alejarse del uso de elementos simplistas como zombis para asustar a los jugadores y, en cambio, se centró en crear situaciones únicas y personajes memorables que crearían miedo de nuevas maneras, continuando una tendencia que comenzó en Resident Evil 7: Biohazard, el predecesor de Village. Lady Dimitrescu, el personaje jefe del área del Castillo Dimitrescu, se presenta como un enemigo casi invulnerable con largas garras retráctiles que se extienden desde la punta de sus dedos. Dimitrescu está programada para acechar a Ethan Winters, controlado por el jugador, a lo largo de su castillo; está destinada a ser evadida constantemente por el jugador, al igual que el Sr.X de Resident Evil 2 y su remake de 2019 o los miembros de la familia Baker de Resident Evil 7.
Dimitrescu comanda a sus «hijas» Bela, Cassandra y Daniela como sus subordinadas, producto de sus experimentos con el parásito Cadou cuyos cuerpos están compuestos de moscas de imitación que se agregan a las formas de los cadáveres que devoraron y solo pueden prosperar dentro de los muros del castillo. El Castillo Dimitrescu fue concebido originalmente como habitado por «docenas y docenas» de las hijas de Dimitrescu, pero la familia finalmente fue preseleccionada para Alcina Dimitrescu y sus tres hijas después de ensayo y error y prueba del ritmo del juego. Dimitrescu y sus hijas, que compiten entre sí por la atención y aprobación de su madre, se alimentan de sangre humana para mantenerse, y los restos de sus víctimas masculinas son descartados y dejados en estado crucificado fuera del castillo de Dimitrescu.  Se dice que Dimitrescu es muy protectora con sus hijas de manera maternal, a lo que los desarrolladores se acercaron presentando su historia como paralela a la de la propia familia de Ethan, a quien también está tratando de proteger.
Dimitrescu mide 2,9 metros de altura o aproximadamente 9 pies y 6 pulgadas, teniendo en cuenta su sombrero y tacones altos. Como Takano quería evitar las imágenes góticas típicas asociadas con los juegos anteriores de Resident Evil, así como el género de terror en su conjunto, el diseño visual femenino de Dimitrescu hace referencia a las tendencias de moda de la década de 1930, mientras que la ropa de las hermanas está finamente bordada con motivos florales de la cresta de la familia Dimitrescu. Su aparición se produjo por primera vez en un prototipo temprano que usa el modelo de la esposa de Ethan, Mia Winters de Resident Evil 7, pero con un sombrero y un vestido, lo que le dio una apariencia de fantasma pero no una que parezca demasiado aterradora. El equipo amplió el modelo en el juego y descubrió que los accesorios adicionales proporcionaban ese elemento necesario. Basado en este prototipo, una de las primeras piezas de arte conceptual que Takano dibujó de Lady Dimitrescu involucró a su imponente rostro inclinándose para atravesar una puerta y demostrándola a más de nueve pies de altura, que reconoció que debía ser una escena en el juego final, además de estar presente en el primer tráiler del juego.
La actriz teatral Maggie Robertson proporcionó tanto la actuación de voz como la captura de movimiento para Dimitrescu. Hizo una audición para el papel por capricho y se mudó recientemente del este de los Estados Unidos a Los Ángeles, y se sorprendió con el papel, el primero en los videojuegos.

## Apariciones
La mayor parte de su pasado es un misterio, Dimitrescu sufrió una enfermedad sanguínea hereditaria antes de conocer a Miranda, quien la infectó con el parásito Cadou para ver si era compatible con sus planes de revivir a su hija. Aunque dotada de profundas capacidades regenerativas y vida eterna, la enfermedad sanguínea preexistente de Alcina requería que ingiriera grandes cantidades de sangre y carne humana de forma regular para mantener su condición, aumentando su tamaño mientras engendraba a sus «hijas» Daniela, Bela y Cassandra. La familia Dimitrescu estaba estrechamente asociada con las familias nobles Beneviento, Moreau y Heisenberg, y mantenía una alianza con ellas para controlar la región. Este control permitió a la familia de Dimitrescu gobernar su castillo con crueldad bárbara, incorporando regularmente nuevo personal para reemplazar a aquellos que fueron llevados al calabozo para ser asesinados con su sangre utilizada para crear un vino tinto enriquecido.
Ethan Winters fue capturado por las hijas de Dimitrescu y colgado en una pared para que le drenen la sangre, pero logra liberarse y matar a las hijas una a la vez. Esto la enfurece cuando ignora las órdenes de Miranda de matar personalmente a Ethan, forzada a mutar a su verdadera forma de dragón mientras se enfrenta a Ethan dentro de la cripta familiar de su finca y finalmente muere en su mano.

## Promoción y mercadería
Para promocionar Resident Evil Village, Capcom distribuyó figuras de tamaño real de Lady Dimitrescu en las tiendas de videojuegos. En Hong Kong, el material promocional con el personaje se exhibió en el transporte público a principios de 2021. Entre los productos notables que presentan al personaje se incluyen toallas de tamaño natural que se ofrecieron como premios a los participantes japoneses en un concurso celebrado en Twitter. La cosplayer Yaya Han subió un video patrocinado por Capcom en su canal de YouTube, que documenta el proceso detrás de sus actividades de cosplay como el personaje en abril de 2021.

## Recepción
Lady Dimitrescu recibió una recepción muy positiva de los críticos y jugadores luego de su revelación inicial en un avance promocional de Resident Evil Village que debutó en 2020, y por su aparición en la demo exclusiva de PlayStation 5, Maiden, lanzada el 21 de enero de 2021. Para febrero de 2021, Takano reconoció públicamente lo que luego describió como una respuesta inesperadamente entusiasta al personaje. Aunque el lanzamiento de Village estaba programado para el 7 de mayo de 2021, el aumento de popularidad de Dimitrescu a principios de 2021 llevó a una proliferación significativa de la exploración de los fanáticos de los conceptos del personaje a través del arte de los fanáticos; recibió un comercial de figuras de acción hecho por fanáticos, actividades de cosplay de personas notables como Han o la medallista de bronce olímpica Yekaterina Lisina; y memes de Internet, que a veces implicaban la participación de otros desarrolladores de videojuegos en las redes sociales.  Dimitrescu ha sido objeto de modificaciones de fans para videojuegos; los ejemplos incluyen un mod para Fallout 4 que recrea su vestido marfil de manga larga para que lo use el personaje del jugador, o un mod para Village que reemplaza la cara de Dimitrescu con la de Thomas the Tank Engine, con Eurogamer describiéndolo como el "acto principal" de la "floreciente escena mod" del juego.
Varios comentaristas discutieron extensamente sobre el fenómeno detrás de la popularidad del personaje, y muchos identificaron su altura inusualmente alta como un elemento clave que atrajo el interés de los fanáticos. Leon Hurley de GamesRadar observó que Dimitrescu no es el villano principal de Village o su personaje más importante, pero sin embargo se ha vuelto más prominente, popular, discutido e imitado de lo que originalmente se pretendía o se esperaba. A la luz de la recepción positiva del personaje, Jess Kinghorn, también de GamesRadar, sugirió que la industria de los videojuegos debería estar menos obsesionada con la juventud al presentar personajes femeninos más mayores con caracterización matizada.
Ciertos comentaristas han sugerido que parte del interés de los fanáticos en el personaje es de naturaleza erótica o sexual, específicamente el dominio femenino. De hecho, la popularidad de Dimistrescu ha inspirado una cantidad sustancial de pornografía hecha por fanáticos o expresiones de deseo de participar en el fetichismo sexual o erótico. Se dice que el personaje generó cierto interés en el pisoteo, el acto de ser pisoteado por una pareja que desempeña un papel sexualmente dominante, en particular. La escritora erótica profesional Gemma Glitter atribuyó el interés por el personaje por algunos rincones a la macrofilia, en este caso una fascinación por las mujeres gigantes.  Steven T.Wright de Input Mag informó que el atractivo sexual de Lady Dimitrescu representa la fetichización de la altura de su cuerpo para varias mujeres altas de la vida real, ya que se considera que es "simultáneamente un faro de su propio poder y atractivo, y un doloroso recordatorio de los complejos estigmas sociales que la sociedad atribuye a la forma del cuerpo de la mujer".